# (29821) 1999 DP1
1999 دي بي 1 (ويعرف أيضًا باسم (29821) 1999 دي بي 1 وفق تسمية الكوكب الصغير) (بالإنجليزية: 1999 DP1)‏ هو كويكب ضمن حزام الكويكبات؛ وترتيبه 29821 من حيث الاكتشاف.
اكتُشف هذا الجُرم الفلكي بواسطة تاكيشي أوراتا ‏ في 17 فبراير 1999.

## وصلات خارجية
- (29821) 1999 DP1 في قاعدة بيانات مختبر الدفع النفاث لأجرام النظام الشمسي الصغيرة

- الاكتشاف · مخطط المدار ·  العناصر المدارية · المعلمات المادية

- (29821) 1999 DP1 على موقع ويكي سكاي: DSS2, SDSS, GALEX, IRAS, Hydrogen α, X-Ray, Astrophoto, Sky Map, Articles and images